# Thalles Roberto
Thalles Roberto da Silva (Passos, 8 de novembro de 1977) é um cantor e compositor brasileiro. Mais conhecido pelo seu trabalho na música cristã contemporânea. Foi músico de apoio do grupo mineiro Jota Quest e trabalhou com Jammil e Uma Noites por anos. Após seu retorno a fé protestante lançou em 2009, o álbum Na Sala do Pai, que lhe rendeu projeção nacional, através de músicas como "Deus da Minha Vida", "Arde Outra Vez", "Deus da Força", dentre outras. O intérprete já foi vencedor do Grammy Latino e do Troféu Promessas, em várias categorias.
Após a relevância de seu álbum Na Sala do Pai, lançou o álbum ao vivo, de título Uma História Escrita pelo Dedo de Deus (2011), que conteve as participações especiais de Gabriela Rocha e André Valadão. Em 2013, o cantor produziu Sejam Cheios do Espírito Santo, que recebeu críticas mistas e causou polêmica, principalmente por conta da música "Filho Meu". Sua discografia ainda abrangeu projetos em espanhol, além dos discos ID3 (2014) e As Canções que eu Canto pra Ela (2015), este último de canções românticas em homenagem a sua esposa. Nesta época, Thalles quase perdeu sua carreira no cenário evangélico ao dizer em um show que "estou acima da média porque estou entre fracos".
Após a polêmica e críticas recebidas por demais artistas evangélicos, Thalles focou sua carreira em países da América Latina e fez passagem pelo grupo musical Renascer Praise como integrante nos álbuns Daniel (2015) e Betel (2017). Ainda em 2017, o cantor se desculpou com o público e deu sequência a sua carreira solo no Brasil com o álbum Luz (2021).

## Biografia e carreira

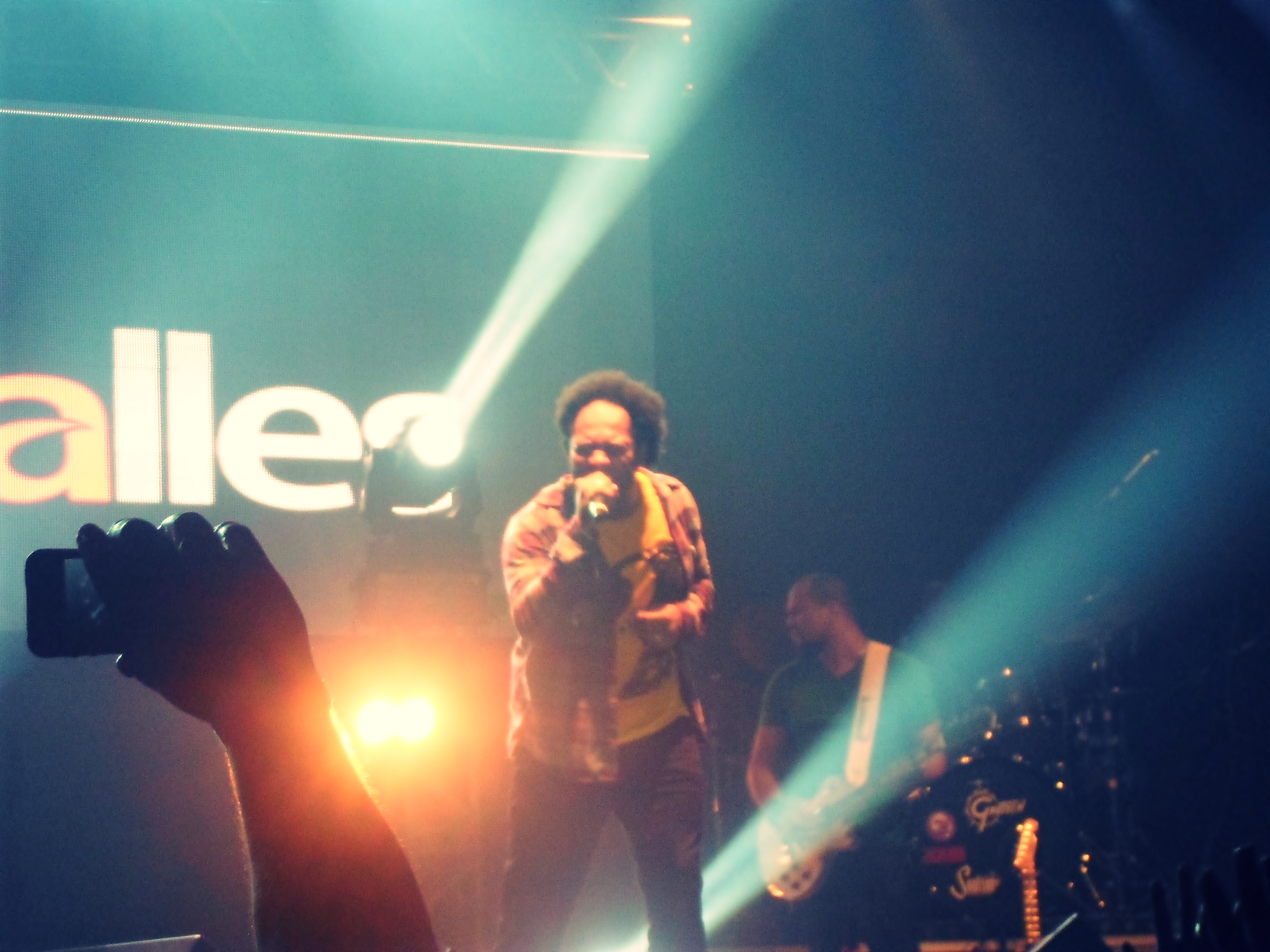
Thalles durante um show no Centro de Eventos do Ceará em janeiro de 2013.

Nascido em um lar evangélico, juntamente com sua família Thalles frequentava os cultos da Igreja Sara Nossa Terra na capital mineira e no ano de 1998 gravou um disco, e posteriormente com Nívea Soares e Samuel Mizrahy formaram um trio chamado Muitomais, e gravaram um álbum de nome homônimo.
A partir desse tempo o cantor começou a trabalhar com vários músicos e artistas, sendo integrante da banda de pop rock mineira Jota Quest. Entretanto, acabou se afastando do cristianismo. Após alguns anos de trabalho, passou a frequentar a Igreja Batista da Lagoinha em 2009.
Seu primeiro disco gravado pela Graça Music foi Na Sala do Pai. Após este trabalho, gravou o DVD Na Sala do Pai e a coletânea Raízes.
Em outubro de 2010, o cantor foi premiado no extinto Troféu Melhores do Ano na categoria Revelação. Como estava viajando, Ana Paula Porto, diretora da Graça Music recebeu ao vivo o prêmio.
Em abril de 2011, participou do álbum Minhas Canções na Voz dos Melhores - Volume 4, cantando a canção "Escrita pelo Dedo de Deus", de autoria de R. R. Soares e que tornou tema do álbum que seria gravado posteriormente.
No dia 30 de julho foi gravado seu primeiro DVD ao vivo, que também foi distribuído em CD duplo, intitulado Uma História Escrita pelo Dedo de Deus. O evento foi realizado no Chevrolet Hall, em Belo Horizonte, com um público de mais de cinco mil pessoas. O álbum também trouxe regravações de músicas do álbum Na Sala do Pai, participações especiais de André Valadão, Gabriela Rocha e Victor Aguiar. O álbum tem as características do pop rock e soul em predominantemente todas as canções. A obra foi produzida por Jordan Macedo e ainda teve Alexandre Aposan como baterista e participação especial de Gabriela Rocha.
No dia 26 de fevereiro de 2012, foi ungido pastor pela Comunidade Evangélica Sara Nossa Terra, entretanto continua sendo músico.[carece de fontes?]
Seus 2 CDs Uma História Escrita pelo dedo de Deus são discos de platina dupla e o DVD é disco de diamante.[carece de fontes?]
Em setembro de 2012, lançou Raízes 2 sob a produção de Fábio Aposan. O disco foi lançado pela Graça Music.
Em 2013, por meio do lançamento do single "Filho Meu", o clipe da música tenha alcançado mais de 500 mil visualizações em poucos dias, mas sua letra foi criticada por teólogos, pastores e fãs do artista, que a rotularam de herética. Na época, um comediante parodiou o clipe, e Thalles pediu-o, pessoalmente, que retirasse o vídeo do ar, porque estava sendo "perseguido" por conta da faixa.
Em 2014, deixa a Graça Music e fecha contrato com a Motown Records e gravou seu segundo álbum ao vivo, intitulado ID3.
Em julho de 2015, Thalles causou forte polêmica nas redes sociais, por um vídeo gravado em uma apresentação na Comunidade das Nações, onde anunciou que seu próximo disco de inéditas seria dedicado ao público não-religioso. Entre tais afirmações, disse que estava seguindo uma direção divina, e que o meio gospel era fraco. Para Thalles, cantar no meio gospel é como bater em bêbado. Por isso, disse que "estou acima da média porque estou entre fracos". As palavras do músico causaram revolta no público que o assistia, aos internautas e também a decepção de outros músicos do nicho protestante.
Leonardo Gonçalves escreveu publicamente para Thalles, criticando-o: "sua opinião a nosso respeito não faz a menor diferença", e, além de várias outras frases, disse-lhe que "não quero e nem nunca quis sua fama e seu dinheiro". Além de Leonardo, Ana Paula Valadão, Luiz Arcanjo, Marcus Salles, Amanda Ferrari, Vanilda Bordieri, Cassiane e Lydia Moisés reprovaram as afirmações do cantor.
Em 22 de março de 2017, quase dois anos após essa polêmica, o cantor se retratou novamente sobre essa fala numa rede social.
Em agosto de 2015, Thalles e sua esposa foram apresentados como pastores da Igreja Renascer em Cristo, passando a integrar o Renascer Praise, onde gravou dois álbuns. O cantor produziu o álbum Daniel - Renascer Praise 19, onde a maioria das canções foram escritas e interpretadas pelo mesmo. O projeto sofreu avaliações negativas e rejeição do público pela forte influencia de Thalles no repertório. No final de 2016, Thalles gravou seu último álbum ao lado do Renascer Praise, o Renascer Praise XX - Betel, na qual foi interprete das músicas Apenas Uma Ordem e Israel de Deus. Em Abril de 2017, Thalles se desliga da Igreja Renascer em Cristo e volta com sua carreira solo regravando a música Apenas Uma Ordem, composição em parceria com a Bispa Sonia Hernandes, onde lançou recentemente o clipe em seu canal oficial no YouTube. Thalles ainda regravou outras músicas que marcaram a sua passagem pelo Renascer Praise, entre elas, "Projeto Original","Propósito","A Resposta" e "Bom Futuro".
Vinte anos depois da primeira indicação ao Grammy Latino, Thalles fora novamente listado na categoria "Melhor álbum de música cristã em língua portuguesa" com o álbum Deixa Vir Volume 2.   O cantor ganhou e levou o troféu em formato de gramofone pela primeira vez em sua carreira. 

## Discografia
Como artista solo
- 2009: Na Sala do Pai
- 2010: Raízes
- 2011: Uma História Escrita pelo Dedo de Deus
- 2012: Raízes 2
- 2013: Sejam Cheios do Espírito Santo
- 2014: ID3
- 2014: Ao Vivo em São Paulo
- 2015: As Canções que eu Canto pra Ela
- 2015: Dios me ama
- 2017: Oração
- 2017: Essência
- 2021: Luz
- 2022: Pentecostes
- 2023: Deixa Vir
- 2025: Avenida Do Arrependimento Volume 1 (EP)

Com outros grupos/artistas
- 2007: Nêga - Luciana Mello (vocal em "Bem me Quer)
- 2011: Minhas Canções na Voz dos Melhores - Volume 4 - Vários artistas (vocal em "Escrita pelo Dedo de Deus")
- 2011: É Desse Jeito - Felipão (vocal em "Deus da Minha Vida")
- 2012: Inesquecível - Estevam Hernandes e Banda Inesquecível (vocal em "Viagem De Oração")
- 2012: Entre Irmãos Ao Vivo - Alexandre Aposan (vocal em "Arde Outra Vez")
- 2012: Jesus - Gabriela Rocha (produção musical, arranjos)
- 2013: Fortaleza - André Valadão (vocal em "Sou de Jesus")
- 2013: O Maior Troféu - Damares (vocal em "A Dracma e o seu Dono")
- 2015: Daniel - Renascer Praise
- 2016: Betel - Renascer Praise

## Videografia
Como artista solo
- 2010: Na Sala do Pai
- 2011: Uma História Escrita pelo Dedo de Deus
- 2014: ID3
- 2017: Essência
- 2019: Saudad3s
- 2022: Pentecostes
- 2024: Deixa Vir

Com outros grupos/artistas
- 2012: Inesquecível - Estevam Hernandes e Banda Inesquecível (vocal em "Viagem De Oração")
- 2016: Daniel - Renascer Praise
- 2017: Betel - Renascer Praise

## Indicações e Premiações

### Troféu Melhores do Ano
Prêmios e indicações ao Troféu Melhores do Ano:
| Ano  | Categoria     | Indicado                               | Resultado |
| ---- | ------------- | -------------------------------------- | --------- |
| 2012 | Melhor Cantor | Thalles Roberto                        | Venceu    |
| 2012 | Melhor CD     | Uma História escrita pelo dedo de Deus | Venceu    |
| 2012 | Melhor DVD    | Uma História escrita pelo dedo de Deus | Venceu    |

### Troféu Promessas
Prêmios e indicações no Troféu Promessas:
| Ano  | Categoria     | Indicado             | Resultado |
| ---- | ------------- | -------------------- | --------- |
| 2011 | Revelação     | Thalles Roberto      | Venceu    |
| 2011 | Melhor música | "Deus da Minha Vida" | Indicado  |
| 2011 | Melhor DVD    | Na Sala do Pai       | Indicado  |
| 2011 | Melhor clipe  | "Deus da Minha Vida  | Indicado  |
| 2011 | Melhor cantor | Thalles Roberto      | Indicado  |

### Grammy Latino
Prêmios e indicações ao Grammy Latino:
| Ano                                                | Categoria | Indicado                     | Resultado |
| -------------------------------------------------- | --------- | ---------------------------- | --------- |
| Melhor álbum de música cristã em língua portuguesa | 2004      | Acústico Gospel              | Indicado  |
| Melhor álbum de música cristã em língua portuguesa | 2024      | Deixa Vir Volume 2 (Ao vivo) | Venceu    |

### Troféu Gerando Salvação
Indicações e prêmios listados abaixo:
| Ano  | Categoria     | Indicado                            | Resultado |
| ---- | ------------- | ----------------------------------- | --------- |
| 2021 | Feat do Ano   | Daniel (Part. Fernandinho)          | Indicado  |
| 2021 | Cantor do ano | Ele mesmo                           | Indicado  |
| 2022 | Cantor do ano | Ele mesmo                           | Indicado  |
| 2024 | Cantor do ano | Ele mesmo                           | Indicado  |
| 2024 | Feat do Ano   | Arde Outra Vez (Part. Bella Soares) | Indicado  |

### Troféu Rede Gospel
Lista abaixo das indicações e prêmios: 
| Ano  | Categoria        | Indicado  | Resultado |
| ---- | ---------------- | --------- | --------- |
| 2024 | Cantor do Ano    | Ele mesmo | Indicado  |
| 2024 | Projeto infantil | Deixa Vir | Indicado  |